# Ein Becken voller Männer
Ein Becken voller Männer ist eine französisch-belgische Tragikomödie von Gilles Lellouche aus dem Jahr 2018.

## Handlung
Bertrand ist seit zwei Jahren aufgrund von Depressionen krankgeschrieben. Während seine Frau Claire und die beiden Kinder mit der Situation umgehen können, üben vor allem Claires Schwester Clem und ihr Mann Thibault Druck aus und sehen Bertrand als schwächlich an. Der entdeckt im Schwimmbad eines Tages eine Anzeige, über die neue Mitglieder für die Synchronschwimmgruppe der Männer gesucht wird. Ohne genau zu wissen, was ihn erwartet, geht er zum Training. Die Gruppe ist bunt gemischt, doch hat jeder der Männer sein Päckchen zu tragen: Laurent hat eine Mutter, die im Pflegeheim lebt und ihn abwechselnd liebevoll empfängt und dann wieder durch Schimpftiraden abstößt. Seine Wut über die Situation lässt er an seiner Familie aus, bis Frau und Sohn ihn verlassen. Marcus ist erfolgloser Unternehmer, der gerade dabei ist, auch seinen vierten Laden – diesmal für Schwimmbecken – in den Bankrott zu managen. Simon ist ein alternder Musiker, der sein Geld als Tellerwäscher in der Schule seiner Tochter Lola verdient und in seiner Freizeit seinen Traum als Musiker lebt. Er ist jedoch erfolglos, hat mehrere CDs in Eigenregie herausgebracht, die sich nie verkauft haben, und lebt in einem Wohnwagen. Seine Auftritte bestreitet er in Altenheimen. Basile ist Ende 30 und damit zu alt, um einen Kredit für eine eigene Wohnung zu erhalten, was ihn in eine kleine Krise stürzt. Avanish aus dem Senegal spricht kaum Französisch und Thierry, der im Schwimmbad als Bademeister arbeitet, hat kaum Erfahrung mit Frauen und erkennt, dass er durch die fortschreitende Technik bald als Bademeister überflüssig sein wird.
Die Gruppe wird durch die junge Delphine trainiert, die früher selbst Synchronschwimmerin im Duo mit Amanda war, bis diese nach einem Unfall auf den Rollstuhl angewiesen war. Delphine wurde so ihres Lebensmittelpunkts beraubt und zur Alkoholikerin. Nun ist sie seit fünf Jahren trocken und die Arbeit als Trainerin gibt ihr Halt im Leben. Die Gruppe hat – noch ohne den gerade erst zum Team gestoßenen Bertrand – ihren ersten Auftritt vor Publikum, wo sie höflich beklatscht werden. Vor allem Laurent reagiert auf die Leistung der Gruppe sarkastisch. Als sich die Männer aus einer Laune heraus entscheiden, als Team Frankreichs an der Synchron-Schwimmer-WM der Männer in Norwegen teilzunehmen, ist er der einzige, der dagegen stimmt. Tatsächlich ist die Gruppe bei den ersten echten Proben schlecht, doch sehen die Männer die WM unter dem Motto „Teilnehmen ist alles“.
Delphine erleidet einen Rückfall in die Alkoholabhängigkeit, als ihr Ex-Mann sie des Stalkens bezichtigt und anzeigt. Sie wird für längere Zeit krankgeschrieben. Spontan übernimmt Amanda das Team. Aus dem Spaß wird Ernst und die Männer müssen nun regelmäßig Sport treiben und werden regelrecht gedrillt. Sie üben sich im Luftanhalten, da einer der Männer als Untermann bei Sprungfiguren lange unter Wasser bleiben muss, um die Basis für die Ausführung zu bilden. Zufällig trifft Laurent im Pflegeheim auf John, der eine spezielle Technik des Luftanhaltens entwickelt hat, um dem Geruch der alten Menschen zu entfliehen. John wird der neue Untermann der Gruppe. Eines Tages eskaliert die Situation beim Training, da Amanda zu streng ist, und Laurent schubst sie samt Rollstuhl ins Wasser. Es ist Thierry, dem es gelingt, Delphine als Trainer zurückzuholen, wobei sie nun gemeinsam mit Amanda die Gruppe trainiert. Beide ergänzen sich gut und auch die Männer schaffen es teilweise, die Baustellen in ihrem Leben anzugehen: Simon zieht sich aus dem Musikgeschäft zurück, Laurent holt seine Mutter aus dem Heim zu sich nach Hause und Bertrand schafft es, sich gegen seinen Schwager durchzusetzen und wird dabei auch von seiner Frau Claire unterstützt.
Mit Simons Wohnwagen fährt die Gruppe zur WM nach Norwegen. Obwohl alle anderen Teams professionell scheinen, schafft es das Team, seine Ängste und Zweifel zu überwinden und zu Philip Baileys und Phil Collins’ Easy Lover eine gefeierte Show zu bieten. Die Gruppe gewinnt die Goldmedaille und Bertrand fühlt zum ersten Mal seit Langem wieder Freude und Glück. Der Sieg hat für alle Teammitglieder positive Folgen im Privat- und Berufsleben, auch wenn die französischen Nachrichten den Sieg nicht einmal wahrnehmen.

## Produktion
Ein Becken voller Männer war das Langfilmregiedebüt von Schauspieler Gilles Lellouche, der zuvor mehrere Kurzfilme gedreht hatte und bei Langfilmen in Co-Regie tätig war. Die Idee zum Film kam Lellouche, nachdem er auf ARTE eine Dokumentation über ein schwedisches Synchronschwimmerteam der Männer gesehen hatte. Die Arbeit am Film nahm mehr als fünf Jahre in Anspruch. Um die Synchronschwimmszenen umsetzten zu können, nahmen die Darsteller ab Ende 2016 über sieben Monate lang je zweimal die Woche Trainingsstunden bei Julie Fabre, Trainerin der französischen Nationalmannschaft. Der indische Komiker, Musiker und Moderator Balasingham Thamilchelvan, der im Film die Rolle des Avanish übernahm, war Nichtschwimmer und lernte für den Film Schwimmen.
Der Film wurde innerhalb von fünf Wochen unter anderem in Chennevières-sur-Marne (Val-de-Marne), Nogent-sur-Oise, Avon (Szenen im Altenheim), Échirolles, Fort de Comboire und Lans-en-Vercors gedreht. Simons Konzert wurde im Februar 2017 auf dem Campus der Universität Grenoble in Saint-Martin-d’Hères gedreht, Szenen in Norwegen entstanden unter anderem in Le Kremlin-Bicêtre und Grenoble. Die Kostüme schufen Elise Bouquet und Reem Kuzayli, die Filmbauten stammen von Florian Sanson.
Der Film erlebte am 13. Mai 2018 auf den Internationalen Filmfestspielen von Cannes seine Premiere und lief am 24. Oktober 2018 in den französischen Kinos an. In Deutschland war der Film erstmals am 28. November 2018 auf der Französischen Filmwoche Berlin zu sehen und kam am 27. Juni 2019 in die Kinos.

## Synchronisation

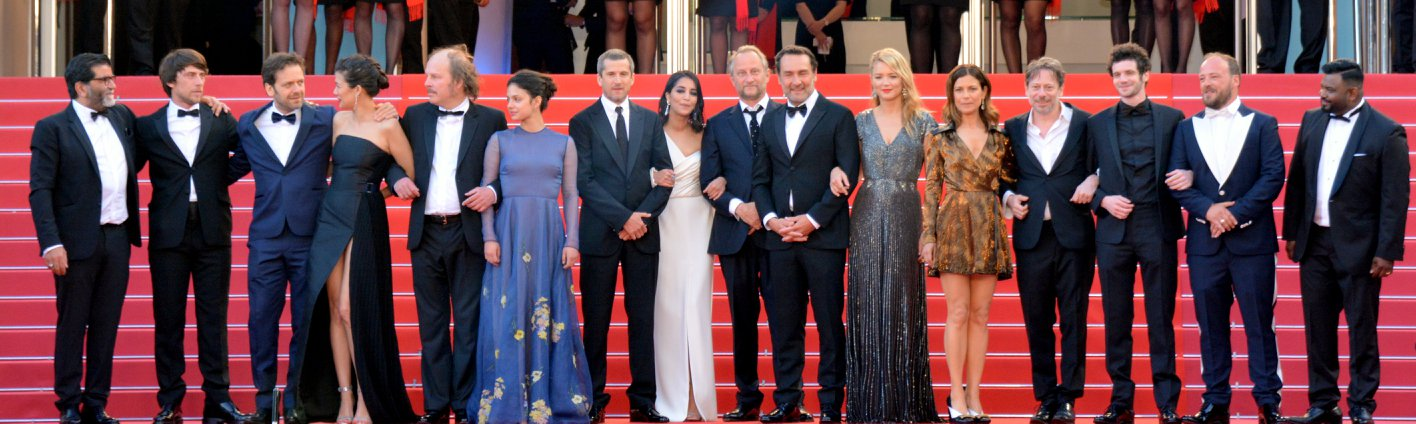
Darsteller, Regisseur und Produzenten bei der Präsentation des Films in Cannes 2018

| Rolle    | Darsteller                | Synchronsprecher  |
| -------- | ------------------------- | ----------------- |
| Bertrand | Mathieu Amalric           | Olaf Reichmann    |
| Marcus   | Benoît Poelvoorde         | Frank Röth        |
| Simon    | Jean-Hugues Anglade       | Sven Brieger      |
| Amanda   | Leïla Bekhti              | Svantje Wascher   |
| Avanish  | Balasingham Thamilchelvan | Imtiaz Haque      |
| Thibauld | Jonathan Zaccaï           | Thomas Schmuckert |

## Auszeichnungen
Gilles Lellouche wurde 2018 für den Louis-Delluc-Preis für den Besten Film nominiert. Lellouche gewann 2019 einen Globe de Cristal für den besten Film, Philippe Katerine wurde als Bester Schauspieler ausgezeichnet. Eine weitere Globe-de-Cristal-Nominierung ging an Benoît Poelvoorde in der Kategorie Bester Schauspieler. Ein Becken voller Männer wurde 2019 für den Publikumspreis des Europäischen Filmpreises nominiert.
Beim César 2019 war der Film einer der meistnominierten Beiträge. Philippe Katerine gewann den César als Bester Nebendarsteller. Weitere Nominierungen erhielt der Film in den Kategorien Bester Film (Alain Attal, Hugo Sélignac, Gilles Lellouche), Beste Regie (Gilles Lellouche), Beste Nebendarstellerin (Leïla Bekhti und Virginie Efira), Bester Nebendarsteller (Jean-Hugues Anglade), Bestes Originaldrehbuch (Gilles Lellouche, Ahmed Hamidi, Julien Lambroschini), Bester Ton (Cédric Deloche, Gwennolé Le Borgne, Marc Doisne), Beste Kamera (Laurent Tangy) und Bester Schnitt (Simon Jacquet).